# 大西賢
大西 賢（おおにし まさる、1955年5月19日 - ）は、日本の経営者。

## 経歴
大阪府出身。灘高等学校を経て、1978年に東京大学工学部を卒業、同年に日本航空に入社。整備畑を経て、2010年2月に日本航空インターナショナル管財人代理兼社長に就任し、会社の再建に尽力した。再上場を果たした2012年2月に会長に就任し、2018年7月から特別顧問を務めている。2019年に帝人のアドバイザリー・ボードに就任した。2024年10月にLuupの社外取締役に就任した。